# I liga polska w rugby (1991)
I liga polska w rugby (1991) – trzydziesty piąty sezon najwyższej klasy ligowych rozgrywek klubowych rugby union w Polsce. Tytuł mistrza Polski zdobyło Ogniwo Sopot, drugie miejsce zajęła Lechia Gdańsk, a trzecie Budowlani Lublin.

## Uczestnicy rozgrywek
W rozgrywkach I ligi w tym sezonie uczestniczyło osiem drużyn. Było wśród nich siedem zespołów występujących na tym poziomie w poprzednim sezonie: Ogniwo Sopot, Budowlani Lublin, Budowlani Łódź, AZS AWF Warszawa, Skra Warszawa, Lechia Gdańsk i Orkan Sochaczew, oraz drużyna, która w poprzednim sezonie wygrała II ligę – VIS Siedlce. Po rozegraniu pierwszej rundy z rozgrywek wycofał się Orkan Sochaczew. W ciągu sezonu zmienił się szyld sekcji rugby z Siedlec: w miejsce VIS Siedlce pojawił się MOSiR Siedlce.

## Przebieg rozgrywek
Rozgrywki toczyły się systemem wiosna – jesień, każdy z każdym, mecz i rewanż. Ostatnia drużyna spadała automatycznie do II ligi, a przedostatnia miała grać baraż o utrzymanie w I lidze z drugim zespołem II ligi. Ponieważ w ciągu sezonu wycofał się Orkan Sochaczew, nie został sklasyfikowany (a wyników meczów z jego udziałem nie uwzględniono w tabeli) i spadł do II ligi jako ostatnia drużyna.
Wyniki spotkań:
|                   | Ogniwo Sopot | Budowlani Lublin | Budowlani Łódź | AZS AWF Warszawa | Skra Warszawa | Lechia Gdańsk  | Orkan Sochaczew | VIS/MOSiR Siedlce |
| Ogniwo Sopot      | –            | 38:3             | 10:6           | 27:6             | 76:0          | 3:3            | –               | 76:0              |
| Budowlani Lublin  | 9:25         | –                | 43:3           | 32:3             | 63:0          | 12:31          | 65:7            | 40:0              |
| Budowlani Łódź    | 0:41         | 27:12            | –              | 0:10             | 63:9          | 14:33          | –               | 29:8              |
| AZS AWF Warszawa  | 0:24         | 41:4             | 20:18          | –                | 26:8          | 10:28          | 41:13           | 44:0              |
| Skra Warszawa     | 0:44         | 9:26             | 39:20          | 19:27            | –             | 12:16          | –               | 42:3              |
| Lechia Gdańsk     | 4:24         | 4:7              | 17:21          | 20:6             | 55:16         | –              | 9:0 (wo)        | –                 |
| Orkan Sochaczew   | 3:74         | –                | 3:32           | –                | 6:37          | –              | –               | –                 |
| VIS/MOSiR Siedlce | 0:62         | 3:46             | 6:56           | 6:3              | 6:26          | 9:52, 0:9 (wo) | 54:0            | –                 |

Tabela końcowa (na żółto wiersz z drużyną, która grała w barażu o utrzymanie się w I lidze):
| Pozycja | Drużyna           | Punkty razem | Bilans punktów |
| ------- | ----------------- | ------------ | -------------- |
| 1       | Ogniwo Sopot      | 35           | 456:31         |
| 2       | Lechia Gdańsk     | 31           | 272:134        |
| 3       | Budowlani Lublin  | 26           | 297:184        |
| 4       | Budowlani Łódź    | 24           | 257:254        |
| 5       | AZS AWF Warszawa  | 22           | 196:186        |
| 6       | Skra Warszawa     | 20           | 180:425        |
| 7       | VIS/MOSiR Siedlce | 13           | 41:485         |

## II liga
Równolegle z rozgrywkami I ligi odbywała się rywalizacja w II lidze. Wzięło w niej udział pięć drużyn. Rozgrywki toczyły się w systemie wiosna – jesień, każdy z każdym mecz i rewanż. Do I ligi awansował zwycięzca rozgrywek, a druga drużyna miała rozegrać baraż o awans do I ligi z przedostatnią drużyną z I ligi.
Końcowa tabela II ligi (na zielono wiersz z drużyną, która zdobyła awans do I ligi, a na żółto z drużyną, która uzyskała prawo do gry w barażu):
| Pozycja | Drużyna              |
| ------- | -------------------- |
| 1       | Posnania Poznań      |
| 2       | Czarni Bytom         |
| 3       | AZS Katowice         |
| 4       | Legionovia Legionowo |
| 5       | Bobrek Karb Bytom    |

## Baraż o I ligę
W barażu rozegranym pomiędzy siódmym zespołem I ligi i drugim zespołem II ligi, prawo gry w kolejnym sezonie w I lidze obronił MOSiR Siedlce, który pokonał Czarnych Bytom 17:9.

## Inne rozgrywki
W finale Pucharu Polski Ogniwo Sopot pokonało Budowlanych Lublin 34:13. W mistrzostwach Polski juniorów zwycięstwo odnieśli Budowlani Łódź, a wśród kadetów Ogniwo Sopot. 

## Nagrody
Najlepszym zawodnikiem został wybrany przez Polski Związek Rugby Stanisław Więciorek, a trenerem Maciej Powała-Niedźwiecki.